# U-644
Unterseeboot 644 foi um submarino alemão do Tipo VIIC, pertencente a Kriegsmarine que atuou durante a Segunda Guerra Mundial.

## Comandantes
| Comandante        | Data                                       |
| ----------------- | ------------------------------------------ |
| Oblt. Kurt Jensen | 15 de outubro de 1942 - 7 de abril de 1943 |

## Subordinação
Durante o seu tempo de serviço, esteve subordinado às seguintes flotilhas:
| Período                                     | Flotilha                                   |
| ------------------------------------------- | ------------------------------------------ |
| 15 de outubro de 1942 - 31 de março de 1943 | 5. Unterseebootsflottille (treinamento)    |
| 1 de abril de 1943 - 7 de abril de 1943     | 11. Unterseebootsflottille (serviço ativo) |

## Operações conjuntas de ataque
O U-644 participou das seguinte operações de ataque combinado durante a sua carreira:
- Rudeltaktik Eisbär (27 de março de 1943 - 7 de abril de 1943)